# Datura pruinosa
Datura pruinosa är en potatisväxtart som beskrevs av Greenman. Datura pruinosa ingår i släktet spikklubbor, och familjen potatisväxter. Inga underarter finns listade i Catalogue of Life.